# Jægerspris
Jægerspris è un centro abitato danese situato nella regione di Hovedstaden ed appartenente al comune di Frederikssund.
Fino al 1º gennaio 2007 è stato capoluogo dell'omonimo comune, con l'entrata in vigore della riforma amministrativa, il comune è stato soppresso e accorpato, insieme ai precedenti comuni di Slangerup e Skibby, al comune di Frederikssund.

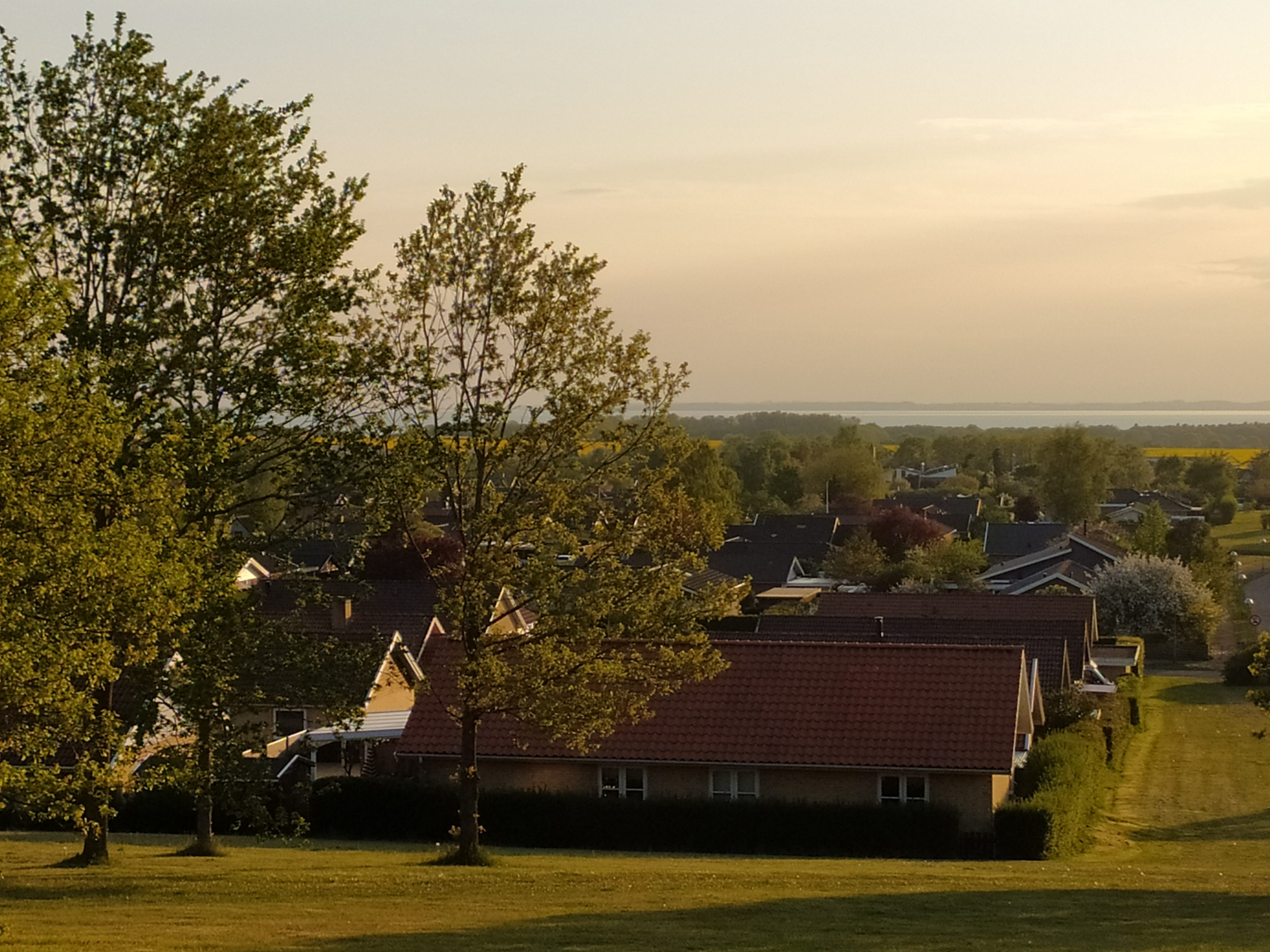
Veduta fiordo di Roskilde dall'abitato

## Monumenti e luoghi d'interesse

### Architetture civili
- Castello di Jægerspris, ex-residenza reale, realizzata tra il XIII e il XVIII secolo[3]